# Rödstjärtad solfågel
Rödstjärtad solfågel (Aethopyga ignicauda) är en asiatisk tätting i familjen solfåglar där hanen i häckningsdräkt är mycket färgglad och har ovanligt lång stjärt.

## Kännetecken

### Utseende
Rödstjärtad solfågel är en distinkt solfågel med endast något nedböjd näbb. Likt blåsmyckad solfågel har hanen i häckningsdräkt blåglänsande huvud, gul undersida och olivgröna vingar, men har lysande röd stjärt med mycket längre centrala stjärtfjädrar. Den är även röd på övre stjärttäckare, nacke och rygg, dock gul på övergumpen. Honan är i stort olivgrön med gulaktig buk och dito anstrykning på övergumpen samt brunorange stjärtsidor utan vit stjärtspets (olikt grönstjärtad solfågel). Hane i eklipsdräkt liknar honan men behåller röda övre stjärttäckare. Kroppslängden är 15-20 för hanen (inklusive stjärten), för honan 8,5-11 cm.

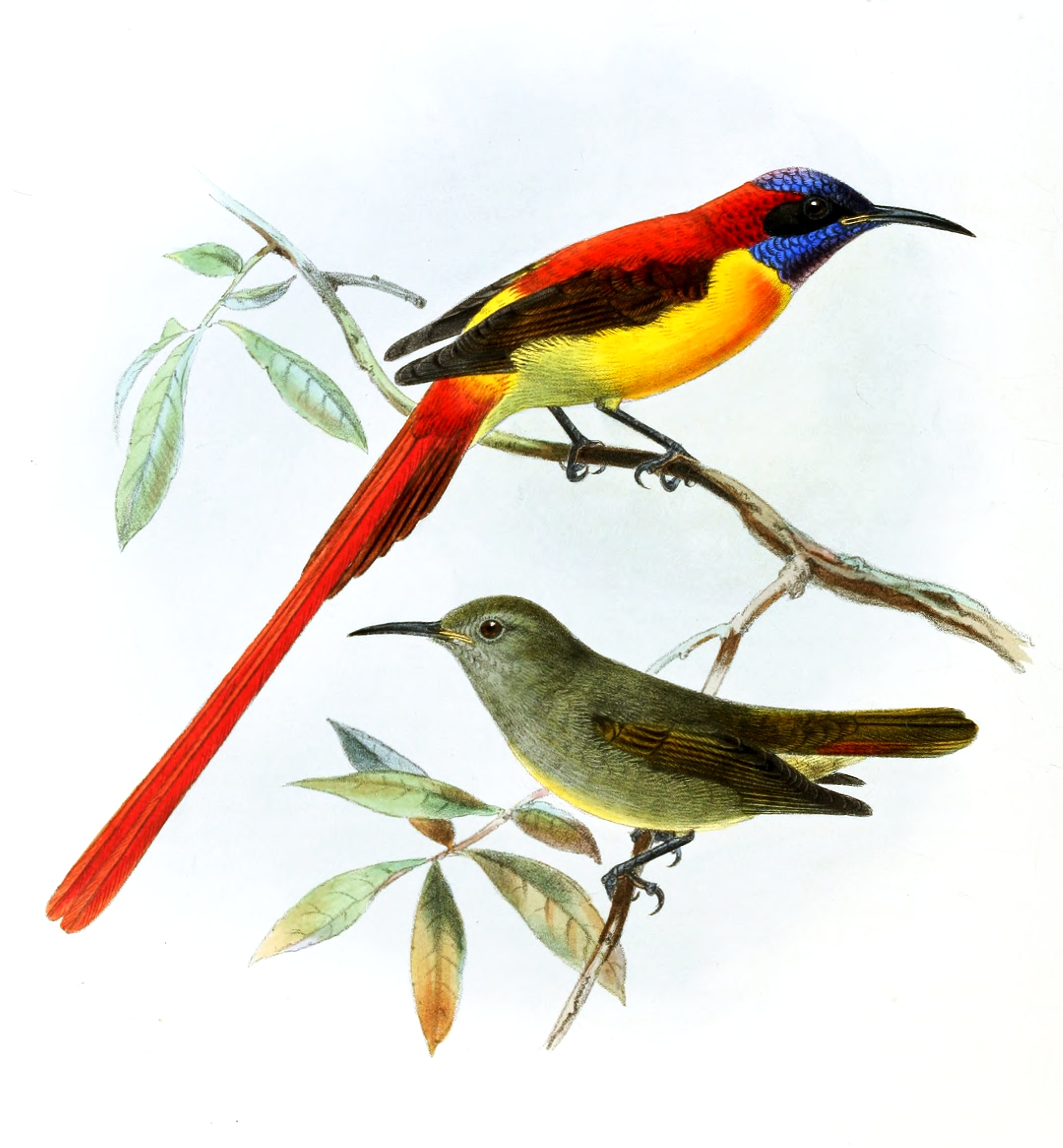
Illustration av hane och hona rödstjärtad solfågel.

### Läten
Sången består av en kort, fallande och upprepad serie med mycket ljusa och tunna toner: "it'i'tit-tit'tut'tututut".

## Utbredning och systematik
Rödstjärtad solfågel delas in i två underarter med följande utbredning:
- Aethopyga ignicauda ignicauda – förekommer i Himalaya, från Garhwal till sydvästra Kina och norra Myanmar
- Aethopyga ignicauda flavescens – förekommer i Chinbergen i norra Myanmar

## Levnadssätt
Rödstjärtad solfågel förekommer i ek- och rhododendronskogar, enbuskmarker, öppen städsegrön skog, ungskog och i skogsbryn på mellan 1220 och 3960 meters höjd, under häckningstid ovan 2475 meter. Under häckningstid ses den ensam eller i par, resten av året även i smågrupper och blandade artflockar. Födan består av nektar, små insekter och spindlar. Fågeln lägger två till fyra vita ägg med små bruna prickar, i Indien mellan april och juni. Arten är höjdledsflyttare som rör sig till lägre liggande områden vintertid.

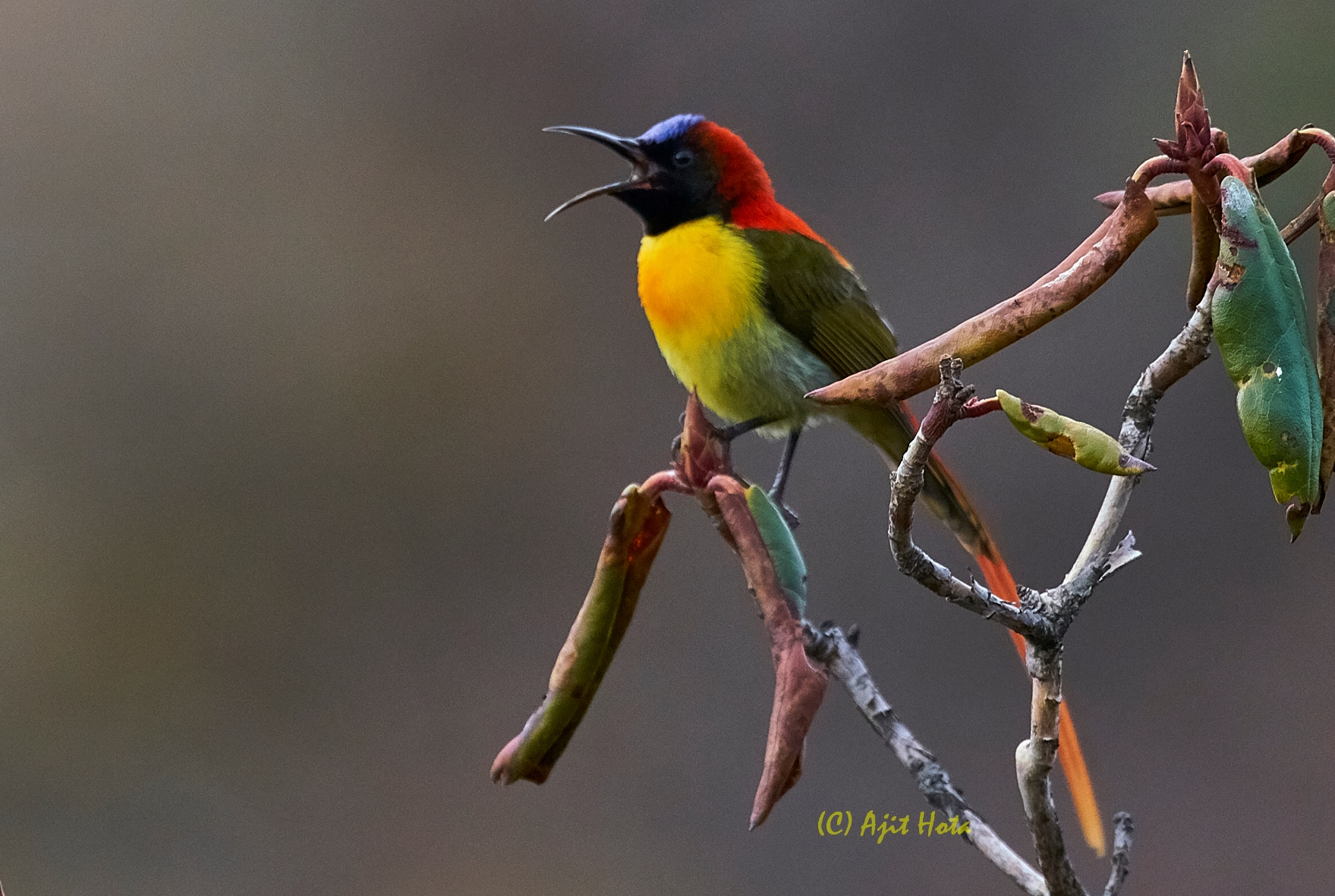

## Status och hot
Arten har ett stort utbredningsområde och en stor population med stabil utveckling och tros inte vara utsatt för något substantiellt hot. Utifrån dessa kriterier kategoriserar internationella naturvårdsunionen IUCN arten som livskraftig (LC). Världspopulationen har inte uppskattats men den beskrivs som väldigt vanlig vid högre höjder.